# Cuisine byzantine

La cuisine dans l'Empire byzantin.

La cuisine byzantine (en grec moderne : βυζαντινή κουζίνα) a été marquée par une fusion des gastronomies grecque et romaine. Le développement de l'Empire byzantin et le commerce introduisent des épices, le sucre et de nouveaux légumes en Grèce. Les cuisiniers expérimentent de nouvelles combinaisons de nourriture, créant deux styles dans le processus culinaire. Le premier, oriental (l'Asie Mineure et la mer Égée orientale), donne la cuisine byzantine, le second, complété par les produits commerciaux et un style plus pauvre est principalement basé sur la culture locale grecque.

## Le régime alimentaire

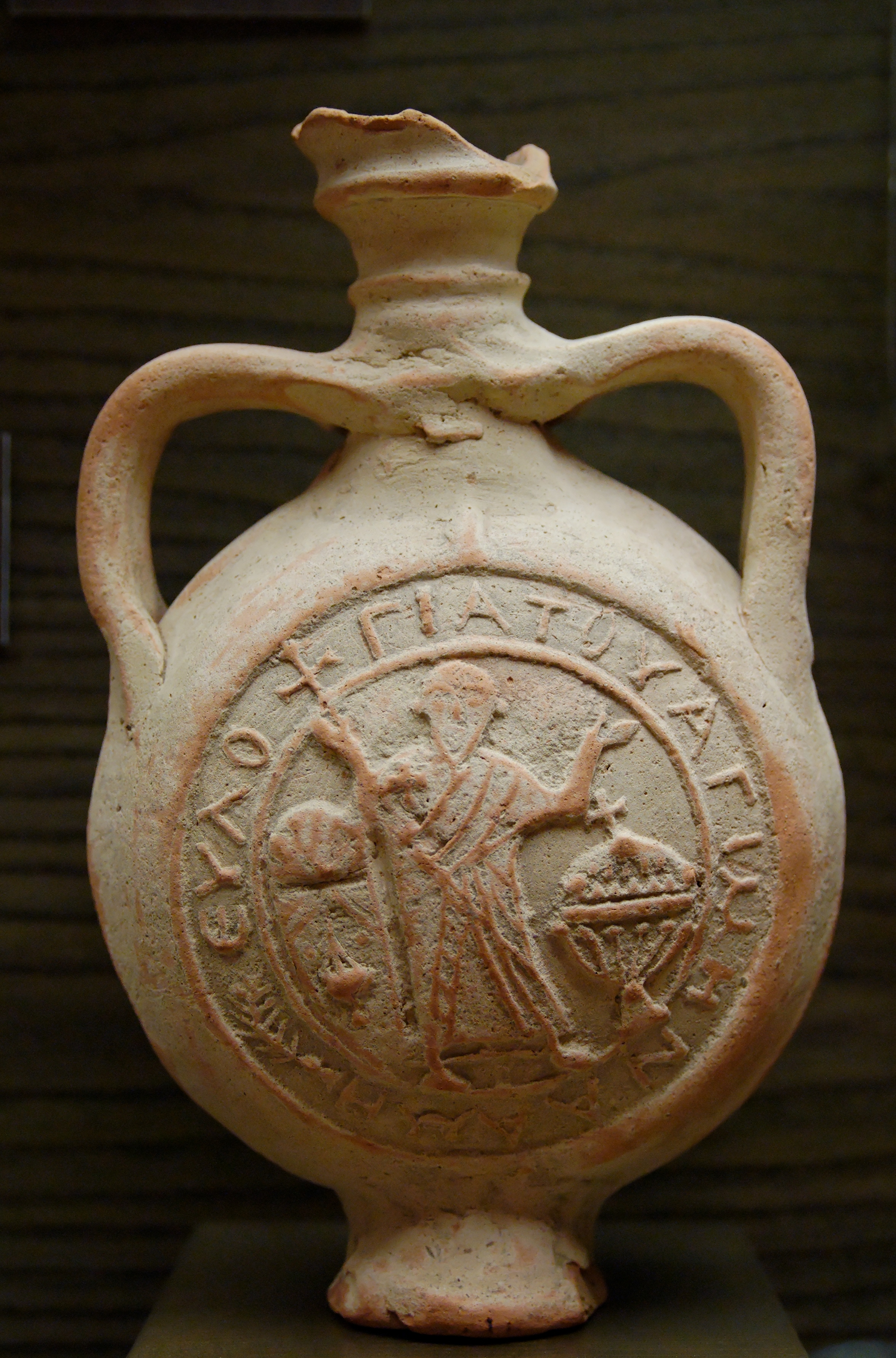
Ampoule à eulogie représentant saint Ménas et sainte Thècle. Terre cuite, VIe siècle, Empire byzantin.

La consommation alimentaire byzantine est basée sur le système des classes. Le palais impérial est une métropole d'épices et de recettes exotiques ; les invités sont conviés autour des fruits, des gâteaux de miel et des sucreries. Les gens ordinaires mangent d'une manière plus conservatrice. Le régime principal est constitué de pain, légumes, légumes secs et de céréales préparés de façons diverses. La salade est très populaire. À la stupéfaction des Florentins, l'empereur Jean VIII Paléologue en demande à la plupart des repas lors de sa visite en 1439.
Les Byzantins produisent des fromages divers, comprenant l’anthotiro ou le kefalintzin. Ils savourent les coquillages et les poissons frais provenant de la mer. Ils préparent les œufs pour faire les fameuses omelettes — appelées sphoungata, c'est-à-dire « spongieuses » — mentionnées par Théodore Prodrome. Chaque maison a son poulailler.
L'élite byzantine se fournit pour les autres viandes par la chasse, une occupation favorite et distinguée pour l'homme. Ils chassent habituellement avec des chiens et des faucons, en employant parfois les pièges et les pièges à glu. Les plus gros animaux sont une nourriture plus chère et rare. Les habitants abattent les porcs au début de l'hiver et fournissent leurs familles en saucisses, petit salé et saindoux pendant toute l'année. Seules les classes moyennes et supérieures byzantines peuvent se permettre l'agneau et le mouton. Le bœuf est mangé rarement, car il est utilisé comme bétail afin de cultiver les champs. Les classes moyennes et basses de la ville provenant de Constantinople et Thessalonique consomment dans les tavernes. La cuisine la plus commune est bouillie, une tendance qui a suscité une maxime byzantine ironique : « La cuisine fainéante prépare tout bouilli. » Le garum et ses variétés étaient favorisés en tant que condiment. En raison de l'emplacement de Constantinople, au croisement des routes commerciales, la cuisine byzantine est accrue par l'influence culturelle de plusieurs origines — telles que l'Empire byzantin, les Italiens de Lombardie, l'Empire perse et l'émergeant Empire arabe. Ce melting pot se poursuit durant la période ottomane et donc les deux plus modernes cuisine grecque et cuisine turque, car la nourriture, en général, au Moyen-Orient et dans les Balkans est semblable.

## Les boissons

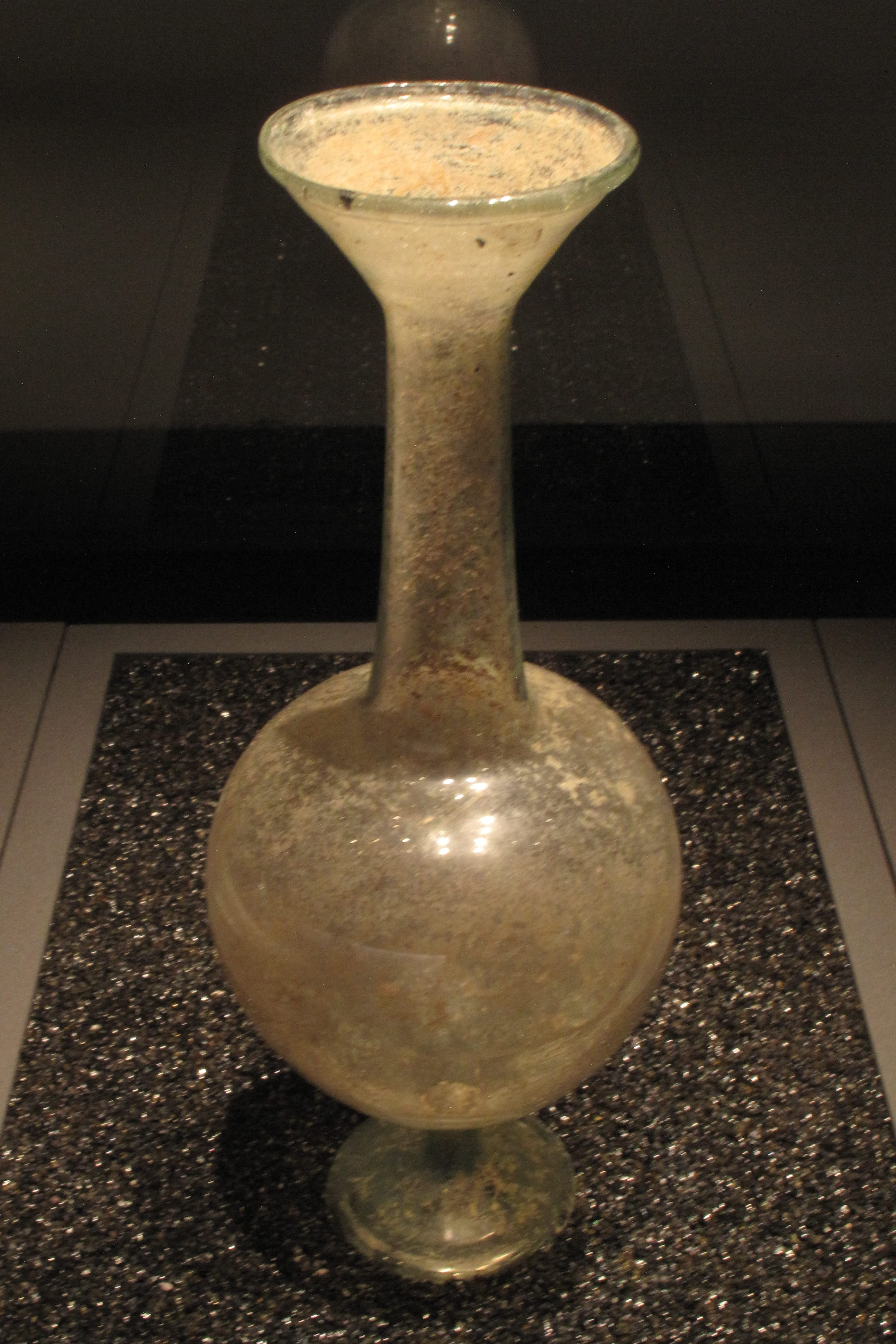
Bouteille de l'époque byzantine.

La Macédoine est renommée pour ses vins, servis aux classes supérieures byzantines. Durant les croisades et après, les Européens de l'Ouest apprécient les coûteux vins grecs. Les plus connus sont les vins crétois aux raisins muscatés, le vin Rumney (Roumanie) (exporté de Modon dans l'ouest du Péloponnèse), le malvoisie ou le Malmsey de Monemvasia.